# Andrew Tate
Emory Andrew Tate III (Washington, 1 december 1986) is een Amerikaans-Britse influencer en voormalig kickbokser.

## Levensloop
Hij is de zoon van Emory Tate (1958-2015), een Afro-Amerikaanse schaakspeler. Hij werd geboren in de Verenigde Staten maar groeide op in het Engelse Luton.
Vanaf 2005 begon Tate steeds meer te oefenen met kickboksen. In 2006 won hij 17 van de 19 wedstrijden. In datzelfde jaar ontving hij de International Sport Karate Association-wereldbeker. In 2013 won hij deze prijs nogmaals.
In 2016 deed Tate mee aan Big Brother, maar hij werd na enkele dagen vanwege een controversieel filmpje uit het programma gezet. Nadien bleek dat de video in scène was gezet en dat de vrouw die werd geslagen, hiermee had ingestemd.
In 2017 verwijderde Twitter het account van Tate na zijn tweets over Harvey Weinstein waarin hij schreef dat de slachtoffers zelf ook een verantwoordelijkheid hadden.
Tate raakte steeds meer bekend door zijn antifeministische en anti-woke video's op YouTube en TikTok. Tate had in 2022 meer dan 12 miljard weergaven op de #andrewtate-hashtag op TikTok. Hij is mede door zijn opmerkelijke en vaak vrouwonvriendelijke uitspraken in 2022 verbannen op Facebook en Instagram.
Tate beheerde samen met zijn broer Tristan een aantal webcamsites waar klanten worden overgehaald geld over te maken om de gefilmde dames te helpen met hun problemen. Hierbij maakten ze ook gebruik van het platform OnlyFans. De broers hebben zelf toegegeven dat het oplichting betrof. Dit was vaak gericht op getrouwde mannen die ze manipuleerden om geld over te maken en liefde van de modellen beloofden. Ook zeiden ze inmiddels gestopt te zijn met de webcamsites.
Ook richtte Tate samen met zijn broer een website op genaamd “Hustlers University”. Hierbij zouden ze zich richten op jonge mannen en meerdere cursussen opgezet hebben over hoe ze tegen betaling ook zo “succesvol” zouden kunnen worden. De naam van de cursus is in meermaals veranderd van Hustlers university (2020) naar Hustlers university 2.0 (2022) naar The Real World (2023) en ze hebben university.com als domein er bij gekocht dat naar hetzelfde platform leidt (2024). 
Tate verhuisde naar Roemenië omdat daar, volgens hem, de politie minder aandacht heeft voor zedendelicten.
In oktober 2022 kondigde Tate aan zich bekeerd te hebben tot de islam.

## Rechtszaken

### 2022
Op 29 december 2022 werd Tate samen met zijn broer en twee Roemenen in Roemenië gearresteerd op verdenking van mensenhandel, verkrachting en deelname aan georganiseerde misdaad. Het viertal zou vrouwen gedwongen hebben pornografisch materiaal te maken. De aanhouding gebeurde een dag nadat hij het op Twitter met Greta Thunberg aan de stok kreeg. In een video die hij in reactie op deze virale Twitterdiscussie maakte en online plaatste, was te zien dat hij een Roemeense pizzadoos aanpakte. Daardoor zouden de Roemeense autoriteiten vernomen hebben dat hij in het land was en konden ze overgaan tot zijn arrestatie. Een woordvoerder van het Roemeense agentuur voor onderzoek naar georganiseerde misdaad en terrorisme (DIICOT) ontkende het pizzadoosverhaal.
Op 20 januari verlengde een Roemeense rechtbank de voorlopige hechtenis van de broers tot 27 februari. De redenering van de rechter was gebaseerd op de wens om het onderzoek veilig te stellen en te voorkomen dat de Tates het land zouden verlaten. Op 25 januari, terwijl hij werd meegenomen voor verhoor bij de georganiseerde misdaadeenheid van Roemenië, zei Andrew dat de zaak tegen hem "leeg" was en vertelde hij verslaggevers dat "ze weten dat we niets verkeerds hebben gedaan".
Op 31 maart 2023 werd bekend dat de detentie was omgezet in huisarrest. Op 20 juni volgde een officiële aanklacht vanwege het opzetten van een criminele organisatie, mensenhandel en verkrachting. Op 4 augustus 2023 zijn de broers vrijgelaten uit huisarrest, in afwachting van hun proces.

### 2024
Medio maart 2024 werden de gebroeders Tate opnieuw gearresteerd in Roemenië. Het Verenigd Koninkrijk had een Europees arrestatiebevel uitgevaardigd omdat beide broers er onder meer verdacht worden van seksuele agressie. De aanklacht is gebaseerd op een eerdere zaak die de civiele rechter destijds heeft geweigerd wegens een tekort aan bewijs. Het Verenigd Koninkrijk denkt alsnog genoeg bewijs te hebben verzameld om de broers aan te kunnen klagen. Het Roemeens gerechtshof heeft uitlevering geweigerd totdat de lopende zaak in Roemenië is afgelopen. Op 4 juli heeft de rechter opnieuw uitspraak gedaan in de rechtszaak en hebben de gebroeders Tate de vrijheid gekregen om in afwachting van hun proces in de EU te reizen.
Op woensdag 21 augustus werden er nogmaals invallen gedaan in de woningen van Andrew Tate in Roemenië in verband met een nieuw onderzoek naar seks met minderjarigen en mensenhandel, witwassen en het beïnvloeden van getuigen. Wederom kreeg hij hierbij huisarrest opgelegd dat in januari 2025 werd opgeheven, maar mag hij nog niet het land verlaten.
Op 8 juli 2024 werd bekend dat het Verenigd Koninkrijk Andrew Tate, zijn broer en een derde medeplichtige beschuldigde van belastingontduiking in de periode 2014-2022 voor een bedrag van 21 miljoen pond. Op 18 december werden hij en zijn broer in deze zaak veroordeeld tot het alsnog betalen van ruim 3 miljoen euro aan belasting.

### 2025
In februari 2025 werden de broers ook aangeklaagd in de Verenigde Staten door een vrouw die hen ervan beschuldigt dat ze haar naar Roemenië hadden gelokt en haar daar dwongen tot seks. Ook klaagde ze de broers aan vanwege laster nadat ze haar verklaring eerder al in Roemenië had afgelegd.
Eind februari 2025 werd het verzoek van de gebroeders Tate om de reisbeperking in te trekken ingewilligd en vlogen ze met een privévliegtuig naar Florida. De aanklachten bleven wel staan en ze reisden eind maart weer terug naar Roemenië zoals geëist. Volgens de Financial Times werd er vanuit de VS druk uitgeoefend op Roemenië om de broers vrij te laten, maar dit werd door de VS en Roemenië ontkend. Zowel president Trump als gouverneur DeSantis van Florida distantieerden zich van Tate.
Enkele dagen nadat de broers weer terug waren in Roemenië werd Andrew Tate wederom aangeklaagd, dit keer in Los Angeles door zijn ex Brianna Stern die hem beschuldigde van seksueel misbruik, mishandeling en gendergerelateerd geweld.
Eind mei 2025 heeft het Britse Openbaar Ministerie (Crown Prosecution Service, CPS) officieel 21 strafrechtelijke aanklachten ingediend tegen Andrew en Tristan Tate in het VK. De aanklachten omvatten onder meer verkrachting, mensenhandel, mishandeling en het organiseren van prostitutie met winst als doeleind. De aanklachten hebben betrekking op vier vermeende slachtoffers, verdeeld over beide broers. De Britse politie heeft in datzelfde jaar een arrestatiebevel uitgevaardigd, terwijl de Tates al werden onderzocht in Roemenië voor soortgelijke feiten. Beide broers ontkennen alle beschuldigingen.

## Trivia
- Tate wordt op het internet ook the Top G genoemd.[34]